# Maršrutka

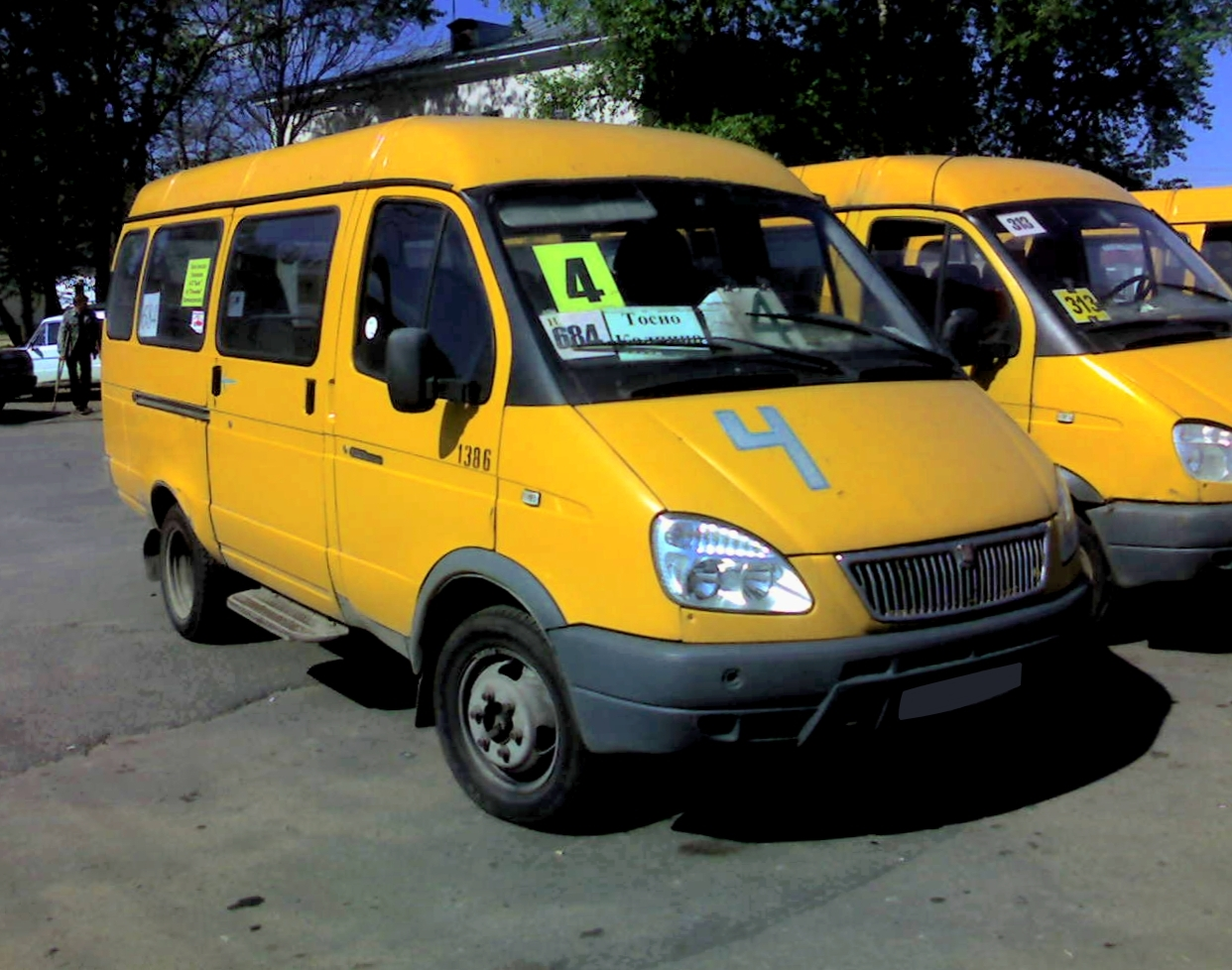
Una maršrutka GAZ

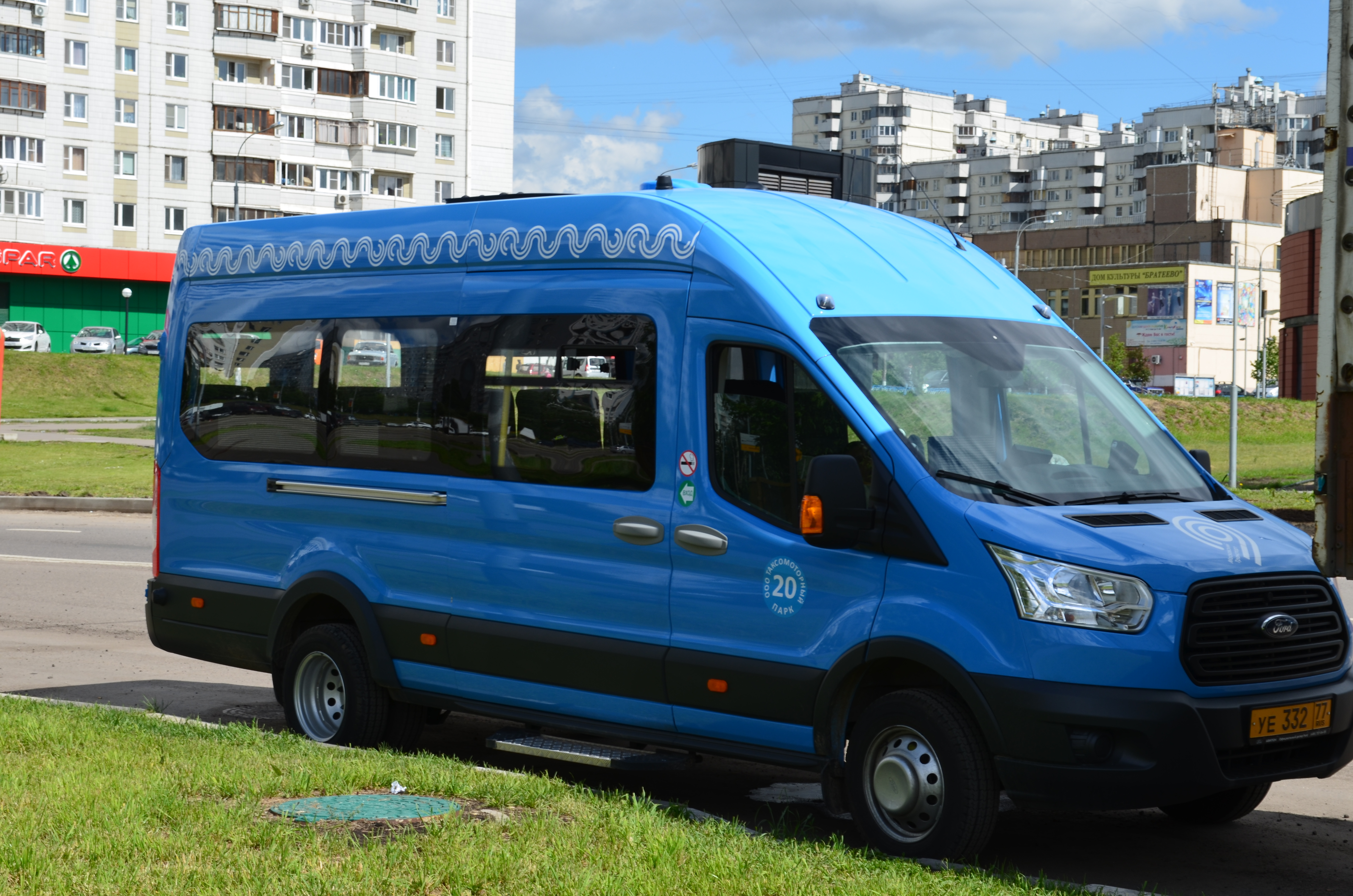
Ford Transit adibito a servizio di maršrutka a Mosca

Il maršrutnoe taksi (in russo маршрутное такси?) o più comunemente maršrutka (маршрутка) è un mezzo di trasporto molto comune e diffuso in vari paesi dell'Europa orientale, come Russia, Lettonia, Lituania, Bulgaria e Ucraina, nonché nelle ex repubbliche sovietiche come l'Uzbekistan.
Si tratta di un servizio privato di taxi collettivo svolto da piccoli bus (normalmente Mercedes Sprinter e GAZ "Gazelle") tipicamente di colore giallo (ma non necessariamente) che svolgono servizio su un determinato percorso (appunto dal russo "maršrut" significa tragitto) e che si affianca al regolare servizio di autobus di linea nelle grandi città. Il Comune di Mosca dal 2016 ha vietato la circolazione di veicoli adibiti a tale servizio se non autorizzati, così facendo ha ritirato dal parco auto tutte le vetture datate e le ha sostituite con una moderna flotta di maršrutke, che hanno un preciso tragitto ed è possibile prenotare la fermata. Inoltre, i biglietti acquistati a bordo dei minibus sono gli stessi degli altri trasporti moscoviti.
Tali veicoli, normalmente omologati per 9 persone sono spesso modificati al fine di poter contenere 14 passeggeri. Nonostante fossero già in uso dal 1930, la loro evoluzione è avvenuta dopo il crollo dell'Unione sovietica a causa della riduzione dell'investimento di denaro pubblico per il trasporto pubblico (il servizio di autobus di linea). Ecco quindi che un privato, acquistata la licenza e il veicolo, in accordo con la società che gestisce le linee delle maršrutke di una determinata città, è già in grado di svolgere il servizio. I prezzi delle corse sono prestabiliti, uguali per tutti i veicoli che percorrono la stessa linea e visibili a bordo sul foglio normalmente attaccato sul finestrino posto dietro l'autista assieme alla licenza.
Non sono previsti né abbonamenti né corse multiple e si paga la singola tratta ogni qualvolta si utilizza il mezzo (escluso il servizio attivo a Mosca): normalmente 7 o 10 rubli (poco di più di un biglietto dell'autobus) è il prezzo fisso per la città indipendentemente dal chilometraggio o dal tempo di percorrenza mentre fuori città il prezzo è variabile a seconda della distanza percorsa. I biglietti non vengono mai rilasciati eccezion fatta su richiesta del passeggero semplicemente come ricevuta in quanto è l'autista stesso che effettua i controlli sull'effettivo avvenuto pagamento che in alcuni casi è richiesto al momento della salita (come a Tula) mentre altre volte al momento della discesa come a San Pietroburgo.
Il servizio, essendo privato e un autista guadagnando sul numero di persone trasportate, è veloce e molto efficiente. Le fermate possono essere talvolta richieste in qualsiasi posto come un taxi (come a San Pietroburgo) ma normalmente vengono effettuate in prossimità di quelle delle linee degli autobus: per motivi di praticità e intralcio al pubblico servizio le maršrutke si accostano qualche metro prima della fermata degli autobus. Normalmente i mezzi rallentano in prossimità di una fermata pertanto è necessario fare un cenno per far capire all'autista l'intenzione di salire a bordo e, qualora il mezzo fosse già al completo, non viene effettuata. A bordo non esiste un segnale di "Fermata prenotata" ma è necessario dire ad alta voce "на остановке пожалуйста" ("na ostanovkie pajalusta") (in russo significa: "alla prossima fermata per favore") o, se si conosce il nome della strada va comunicato al posto della parola "ostanovkie". Nei lunghi tragitti (che talvolta risultano essere di centinaia di km) viene effettuata una fermata di sosta anche per rifornire il mezzo. In tal caso, essendo questi ultimi a GPL, vengono invitate a scendere e ad attendere il termine del rifornimento tutte le persone a bordo.
Le partenze delle maršrutke urbane rispettano un orario ma talvolta possono anticipare la partenza qualora a bordo ci sia già un discreto numero di persone. Le linee sono numeriche e, qualora vi sia una lettera oltre ad un numero, significa che il tragitto è leggermente modificato (accorciato).